# Sertularia brevicyathus
Sertularia brevicyathus är en nässeldjursart som först beskrevs av W. Versluys 1899.  Sertularia brevicyathus ingår i släktet Sertularia och familjen Sertulariidae. Inga underarter finns listade i Catalogue of Life.